# Ita Rina
Ita Rina, původním jménem Italina Lida Kravanja (7. července 1907 Divača — 10. května 1979 Budva) byla slovinská herečka a modelka, známá z působení v německých filmech.

## Život
Během středoškolských studií se v roce 1926 zúčastnila soutěže o Miss Jugoslávie: i když nevyhrála, její snímky zaujaly záhřebského podnikatele ve filmovém průmyslu Adolfa Müllera, který jí sjednal angažmá u německého producenta Petera Ostermayera. Přijala pseudonym Ita Rina a roku 1927 debutovala v němém filmu Franze Ostena Was die Kinder ihren Eltern verschweigen. Po úspěchu v Německu se prosadila také v české kinematografii: hrála hlavní ženskou postavu v průkopnickém filmu Gustava Machatého Erotikon (1929). Dobová kritika uvedla: „Ita Rina je událost. Je okouzlující ve své dívčí věrnosti a nezakrytě pobuřující, když se spojuje s ďáblem, když se převaluje ve snové vizi na posteli, když popadá svého milence za vlasy (...)“ Karel Anton ji obsadil do titulní role prvního českého celovečerního zvukového filmu Tonka Šibenice, poté hrála i v jeho francouzské a německé verzi (v té době se úspěšné filmy nedabovaly ani netitulkovaly, ale rovnou se natočil cizojazyčný remake). Natáčela také v Estonsku (Kire lained), s Carlem Junghansem spolupracovala na filmu A život jde dál.
V roce 1932 se provdala za srbského inženýra Miodraga Đorđeviće, přestěhovala se do Bělehradu a konvertovala k pravoslaví, přičemž přijala nové křestní jméno Tamara. Poslední filmovou roli hrála v německé detektivce Ústředna Rio (1939, režie Erich Engels), její kariéru ukončila druhá světová válka a mateřské povinnosti. Po válce působila jako produkční ve studiu Avala Film, v roce 1960 si ještě zahrála v antiutopickém filmu Veljko Bulajiće Válka. Ke konci života trpěla astmatem, v důsledku jednoho záchvatu také zemřela.

## Filmografie
- 1927 Was die Kinder ihren Eltern verschweigen
- 1927 Wochenendzauber
- 1927 Zwei unterm Himmelszelt
- 1928 Das Letzte Souper
- 1929 Erotikon
- 1929 Hanba
- 1929 Procitnutí jara
- 1930 Tonka Šibenice
- 1930 Kire lained
- 1930 Walzerkönig
- 1933 Píseň Černých hor
- 1935 A život jde dál
- 1937 Korálová princezna
- 1939 Ústředna Rio
- 1960 Válka